# Janetspritze

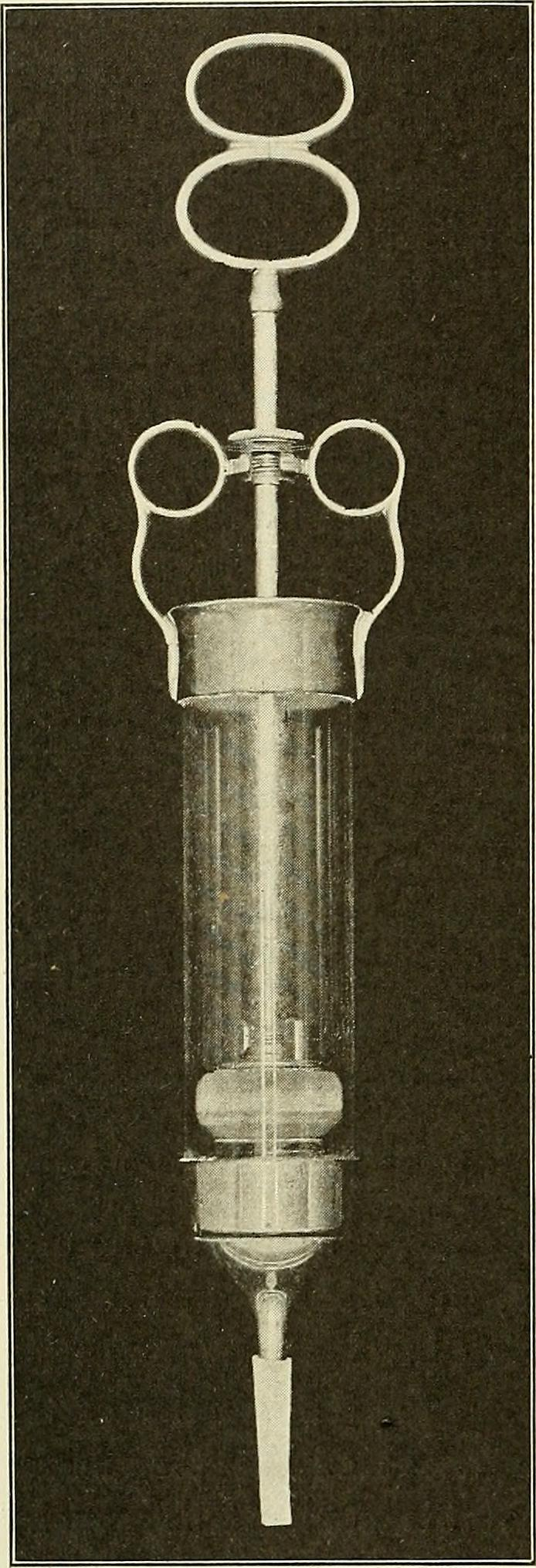
Janetspritze mit aufgestecktem Schlauch

Die Janetspritze oder Janet-Spritze ist eine in der Medizin eingesetzte Spritze, die zumeist aus Metall und Glas besteht. Sie ist mit einem Fassungsvermögen von 50 bis 200 ml großvolumig. Charakteristisch sind drehbare seitliche Fingerringe und ein Fingerring am Ende der Kolbenstange. Die Spitze ist entweder ein Luer-Ansatz oder ein Aufsatz zum Aufstecken von Schläuchen. Die Janetspritze wird zum Ausspülen von Wunden und Hohlorganen oder zur Eingabe von Flüssigkeiten und Sondennahrung eingesetzt. Die Spritze ist autoklavierbar und kann daher mehrmals verwendet werden. Entwickelt wurde sie vom französischen Urologen Jules Janet (1861–1940).